# 457 a.C.
Il 457 a.C. (CDLVII a.C. in numeri romani) è un anno  del V secolo a.C.

## Eventi
- Battaglia di Tanagra - Gli Spartani sconfiggono gli Ateniesi nei pressi di Tebe;
- Battaglia di Enofita - Gli Ateniesi sconfiggono i Tebani ed assumono il controllo della Beozia; l'isola di Egina viene costretta ad entrare nella Lega delio-attica e a rinunciare alla propria flotta.
- Roma: 
  - consoli Gaio Orazio Pulvillo, al secondo consolato, e Quinto Minucio Esquilino Augurino
  - il numero dei Tribuni della Plebe è portato da 2 a 10
- Editto di Artaserse I Longimano che permette agli ebrei di ricostruire la città di Gerusalemme.

## Morti
- Paniassi, poeta greco antico